# Melanolestes abdominalis
Melanolestes abdominalis är en insektsart som först beskrevs av Herrich-schaeffer 1846.  Melanolestes abdominalis ingår i släktet Melanolestes och familjen rovskinnbaggar. Inga underarter finns listade i Catalogue of Life.